# Scholander Island
Scholander Island ist eine Insel im Archipel der Biscoe-Inseln vor der Westküste des Grahamlands auf der Antarktischen Halbinsel. Sie liegt 2,5 km östlich von Watkins Island.
Luftaufnahmen der Falkland Islands and Dependencies Aerial Survey Expedition von 1956 bis 1957 dienten ihrer Kartierung. Das UK Antarctic Place-Names Committee benannte sie 1960 nach dem schwedischen Biologen Per Fredrik Scholander (1905–1980), der sich mit dem Stoffwechsel unter Kältebedingungen auseinandergesetzt hatte.